# Локомотивный проезд
Локомоти́вный прое́зд — проезд в Северном административном округе города Москвы на территории Тимирязевского района.

## История
Проезд получил своё название 23 января 1964 года по расположению вдоль путей Савёловского направления Московской железной дороги.
Часть бывшего 5-го Нижнелихоборского проезда и Сусоколовского шоссе.

## Расположение
Локомотивный проезд проходит от начала улицы Линии Октябрьской Железной Дороги на северо-восток до путей Савёловского направления Московской железной дороги, поворачивает на север и проходит параллельно путям, с запада к проезду примыкают Линейный и 3-й Нижнелихоборский проезды (в будущем 3-й Нижнелихоборский проезд войдёт в состав Северо-Западной хорды и будет расширен до шести полос от Дмитровского шоссе в сторону Локомотивного проезда), Локомотивный проезд проходит далее до Станционной улицы. Нумерация домов начинается от улицы Линии Октябрьской Железной Дороги.

## Примечательные здания и сооружения
По нечётной стороне:
- д. 21 — Научно-исследовательский институт строительной физики Российской академии архитектуры и строительных наук (НИИСФ РААСН).

По чётной стороне:
- д. 4 — торговый центр «Парус».

## Транспорт

### Автобус
- 82: от 3-го Нижнелихоборского проезда до улицы Линии Октябрьской Железной Дороги.
- 282: от улицы Линии Октябрьской Железной Дороги до Станционной улицы и обратно.
- 194: от Станционной улицы до улицы Линии Октябрьской Железной Дороги.
- 154, 677к: от 3-го Нижнелихоборского проезда до Станционной улицы.

### Метро
- Станция метро  Петровско-Разумовская — у южного конца проезда.
- Станция МЦК  Окружная и станция метро  Окружная — у северного конца проезда, вблизи платформы Окружная Савёловского направления Московской железной дороги.

### Железнодорожный транспорт
- Платформа Петровско-Разумовская Московского региона Октябрьской железной дороги — западнее проезда, на улице Линии Октябрьской Железной Дороги.
- Платформа Окружная Савёловского направления Московской железной дороги — у северного конца проезда.